# Nowiny (powiat radzyński)
Nowiny – wieś w Polsce, położona w województwie lubelskim, w powiecie radzyńskim, w gminie Borki.
| SIMC    | Nazwa    | Rodzaj  |
| ------- | -------- | ------- |
| 0378945 | Skrzynka | kolonia |

W latach 1975–1998 wieś należała administracyjnie do województwa lubelskiego.
Wieś stanowi sołectwo gminy Borki. Według Narodowego Spisu Powszechnego z roku 2011 wieś liczyła 251 mieszkańców.
Wierni Kościoła rzymskokatolickiego należą do parafii Narodzenia Najświętszej Maryi Panny w Woli Osowińskiej.